# Palazzo Vitrioli

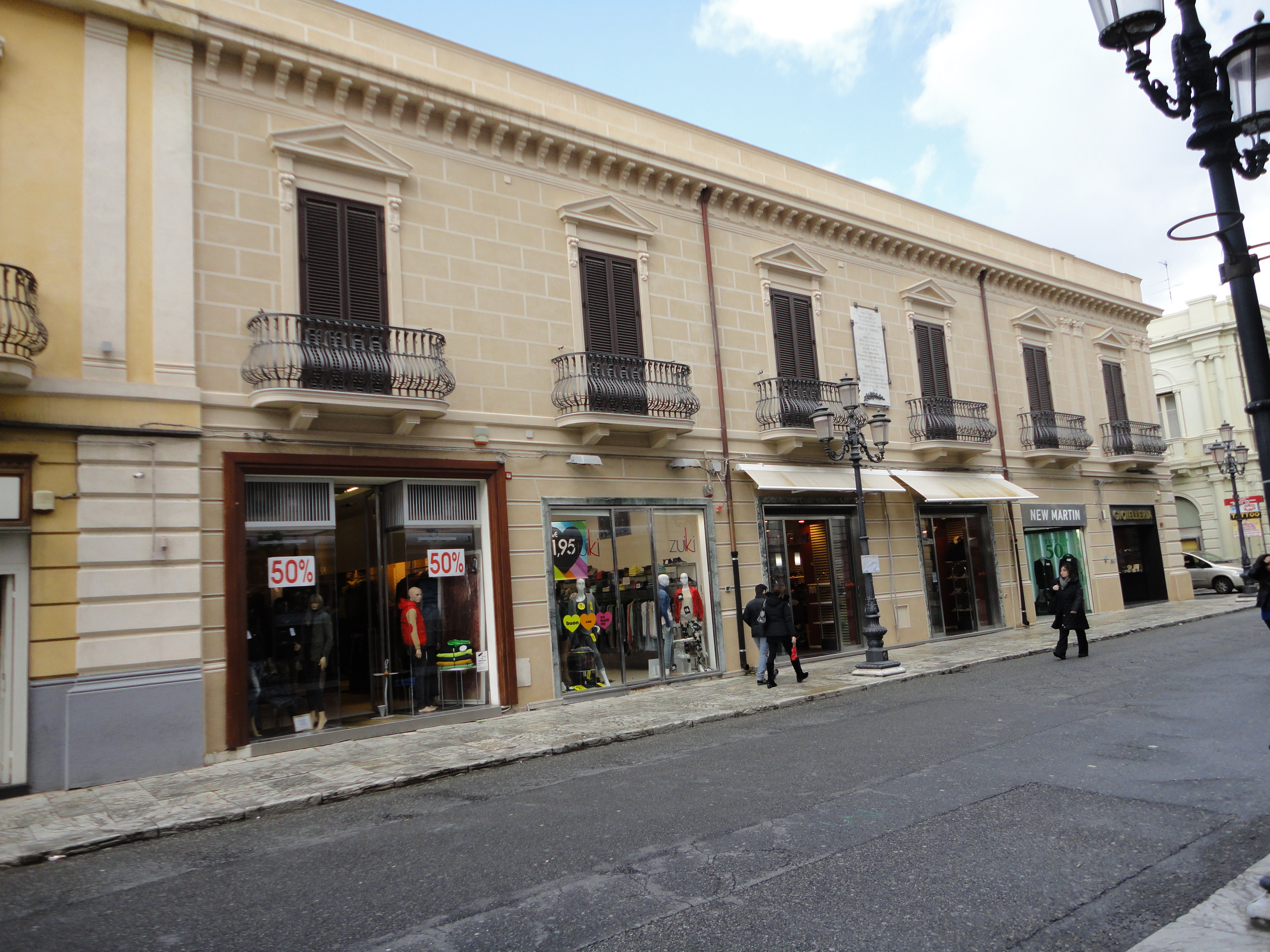
Palazzo Vitrioli in Reggio Calabria

Der Palazzo Vitrioli ist ein neoklassizistischer Palast aus den 1910er-Jahren im historischen Zentrum von Reggio Calabria in der italienischen Region Kalabrien. Er bedeckt den Block zwischen dem Corso Giuseppe Garibaldi, der Via Diego Vitrioli, der Via dei Fratelli Plutino und der Via Capobianco.

## Geschichte
Der Palast wurde, wie viele Gebäude in Reggio Calabria, nach dem Erdbeben von 1908 neu errichtet. Die ersten Pläne stammen aus dem Jahre 1915 und zeigen noch Vorschläge für Dekorationen im Jugendstil. Aber bereits im folgenden Jahr zeigte sich das Gebäude mit neoklassizistischen Fassaden. Es wurde als private Residenz der Familie Vitrioli errichtet, deren bekanntestes Mitglied, Diego Vitrioli, als erster Kämpfer gegen den Analphabetismus in Kalabrien gilt.
Vermutlich in den 1950er-Jahren änderte sich die Nutzung des Palastes: Im Obergeschoss wurde ein Hotel untergebracht, während im Erdgeschoss verschiedene Ladengeschäfte ihren Platz fanden. Dies bedingte auch grundlegende Änderung in der Vermarktungsstruktur. Im April 2008 änderte sich die Nutzung erneut grundlegend: Ein Teil des Palastes wurde nun wieder für Wohnzwecke genutzt und ein Teil wurde von der Banca Generali belegt.

## Die Familie Vitrioli
Die Familie Vitrioli zählt sicherlich zu den bekanntesten Familien von Reggio Calabria, sei es durch das literarische Erbe des Lateiners Diego Vitrioli, dem Autor des „Xiphias“, eines sehr bekannten Gedichtes, sei es durch die von Annunziato und Tommaso Vitrioli geschaffenen Gemälde. Aus dieser Familie gingen Musiker, Maler, Poeten, Schriftsteller und Juristen unbestrittenen Wertes hervor, sowie hochangesehene Fachleute.
Im Jahre 2007 überließen die Erben der Stadt Reggio Calabria das bibliographische Erbe des hochverehrten Humanisten Diego Vitrioli, die Pinakothek der Familie, die aus etwa 130 Gemälden, sowie verschiedenen Möbeln und historisch und wirtschaftlich bedeutenden Objekten aus dem persönlichen Studierzimmer des Lateiners und Freundes von Giovanni Pascoli bestand. Im Detail wird das imposante kulturelle und künstlerische, gestiftete Erbe zu einem integralen Teil des entstehenden Stadtmuseums von Reggio Calabria werden, das im ehemaligen Visitationskloster untergebracht werden soll und gerade fertiggestellt wird.